# Jackie Joyner-Kersee
Pour les articles homonymes, voir Joyner.
Jacqueline "Jackie" Joyner-Kersee (née le 3 mars 1962 à East Saint Louis) est une athlète américaine, spécialiste des épreuves combinées et du saut en longueur.
Elle remporte trois médailles d'or olympiques, une dans l'épreuve du saut en longueur (en 1988) et deux dans l'épreuve de l'heptathlon (en 1988 et 1992). Elle est également sacrée championne du monde à quatre reprises : deux fois à l'heptathlon (1987 et 1993) et deux fois en saut en longueur (1987 et 1991).
Elle est l'actuelle détentrice du record du monde de l'heptathlon et l'ancienne détentrice de celui du saut en longueur.

## Biographie
Jacqueline Joyner est née à East Saint Louis dans l'Illinois. Elle est appelée Jackie en référence à Jackie Kennedy. Elle décide de concourir dans les disciplines multiples en athlétisme après avoir vu un film à la télévision sur Babe Didrikson.
Elle étudie à l'université de Californie à Los Angeles (UCLA) où elle pratique l'athlétisme et le basket-ball entre 1980 et 1985. En basket-ball, elle marque plus de mille points durant sa carrière. Le 21 février 1998, elle est honorée comme l'une des quinze meilleures joueuses de basket-ball de l'UCLA.

### Carrière d'athlète

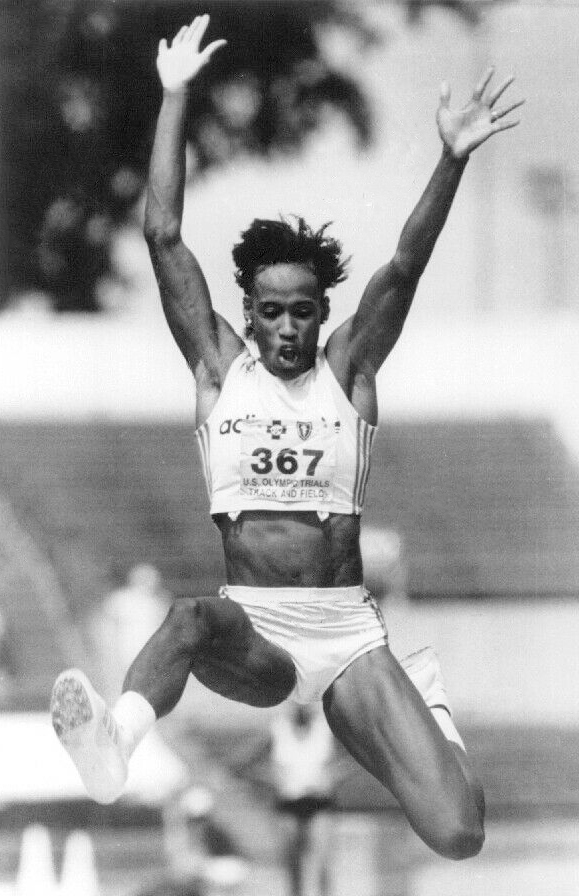
Jackie Joyner-Kersee en 1988.

Sélectionnée pour les championnats du monde 1983 à Helsinki, elle abandonne l'épreuve de l'heptathlon après quatre épreuves.
Jackie Joyner participe aux Jeux olympiques de 1984 à Los Angeles. Dans l'épreuve de l'heptathlon les 3 et 4 août 1984, elle remporte la médaille d'argent avec 6 385 pts, terminant à 5 points seulement de l'Australienne Glynis Nunn. Cinq jours plus tard, elle se classe 5e de l'épreuve du saut en longueur avec la marque de 6,77 m, échouant à 3 cm du podium.
Le 7 juillet 1986, lors des Goodwill Games à Moscou, elle établit un nouveau record du monde de l'heptathlon avec 7 146 pts, puis récidive moins d'un mois plus tard le 2 août 1986 à Houston en portant ce record du monde à 7 158 pts.
Le 13 août 1987, désormais mariée à Bob Kersee, Jackie Joyner-Kersee remporte la médaille d'or du saut en longueur lors des Jeux panaméricains se déroulant à Indianapolis. Elle y établit la marque de 7,45 m et égale le record du monde de l'Est-allemande Heike Drechsler. Moins d'un mois plus tard, lors des championnats du monde d'athlétisme à Rome, elle décroche tout d'abord le titre de l'heptathlon en établissant un nouveau record des championnats avec 7 128 pts, devant la Soviétique Larisa Turchinskaya et l'Américaine Jane Frederick, puis s'impose à nouveau lors de l'épreuve du saut en longueur en réalisant la marque de 7,36 m à son troisième essai, devançant sur le podium la Soviétique Yelena Belevskaya et Heike Drechsler.
Le 16 juillet 1988, lors des sélections olympiques américaines d'Indianapolis, elle porte le record du monde de l'heptathlon à 7 215 pts. Elle remporte deux médailles d'or lors des Jeux olympiques de 1988 à Séoul. À l'heptathlon, elle réalise 7 291 pts à l'issue des sept épreuves et améliore son propre record du monde, performance constituant encore aujourd'hui la meilleure marque planétaire de tous les temps. Elle remporte 4 épreuves (100 m haies, 200 m, saut en hauteur et saut en longueur) et réalise les performances suivantes : 12 s 69 sur 100 m haies, 1,86 m au saut en hauteur, 15,80 m au lancer du poids, 22 s 56 sur 200 m, 7,27 m au saut en longueur, 45,66 m au lancer du javelot et 2 min 8 s 51 sur 800 m. À près de 400 pts de l'Américaine, les Est-Allemandes Sabine John (6 897 pts) et Anke Behmer (6 858 pts) se classent respectivement deuxième et troisième du concours. Quatre jours plus tard, dans l'épreuve du saut en longueur, Jackie Joyner-Kersee obtient une nouvelle médaille d'or en s'imposant avec un saut à 7,40 m réalisé à son cinquième essai, marque constituant l'actuel record olympique. Elle devance Heike Drechsler (7,22 m) et la Soviétique Galina Chistyakova (7,11 m) dans un des concours de saut en longueur les plus relevés de l'histoire. 
En 1991, lors des championnats du monde de Tokyo, Jackie Joyner-Kersee conserve son titre de championne du monde du saut en longueur en réalisant un saut à 7,32 m à son premier essai, mordant ou faisant l'impasse sur les quatre sauts suivants, avant de réaliser 7,11 m à son sixième dernier essai. Elle devance Heike Drechsler (7,29 m) et Larisa Berezhnaya (7,11 m). Dans l'épreuve de l'heptathlon, elle abandonne après la quatrième épreuve du 200 m.
Jackie Joyner-Kersee conserve son titre olympique de l'heptathlon à l'occasion des Jeux de 1992 à Barcelone et dépasse une nouvelle fois la barrière des 7 000 pts en réalisant 7 044 pts au terme des sept épreuves, devançant la Soviétique Irina Belova (6 845 pts) et l'Allemande Sabine Braun (6 649 pts). Quatre jours plus tard, elle décroche la médaille de bronze du saut en longueur, derrière Heike Drechsler et l'Ukrainienne Inessa Kravets.
En 1993, elle remporte un nouveau titre mondial à l'heptathlon à l'occasion des championnats du monde de Stuttgart. Elle s'impose avec un total de 6 837 pts et devance sur le podium Sabine Braun et la Biérurusse Svetlana Buraga. 
Sixième du saut en longueur lors des championnats du monde 1995, elle remporte la médaille de bronze des Jeux olympiques d'Atlanta avec un saut à 7,00 m, et ce malgré une blessure aux ischio-jambiers, s'inclinant face à la Nigériane Chioma Ajunwa (7,12 m) et l'Italienne Fiona May (7,02 m). Cinquième du saut en longueur lors des championnats du monde 1997, et met un terme à sa carrière d'athlète à l'issue de la saison 1997.
En 1996, elle participe à l'American Basketball League au sein des Rage de Philadelphie[réf. nécessaire].
De retour sur les pistes d'athlétisme en 1998, elle remporte la médaille d'or de l'heptathlon lors des Goodwill Games à Uniondale (New York), avec un total de 6 502 pts. 
En 2000, elle effectue la dernière compétition de sa carrière à l'occasion des sélections olympiques américaines à Sacramento. Elle se classe sixième de la finale du saut en longueur avec 6,67 m et ne parvient pas à se qualifier pour les Jeux olympiques de Sydney.

### Vie privée

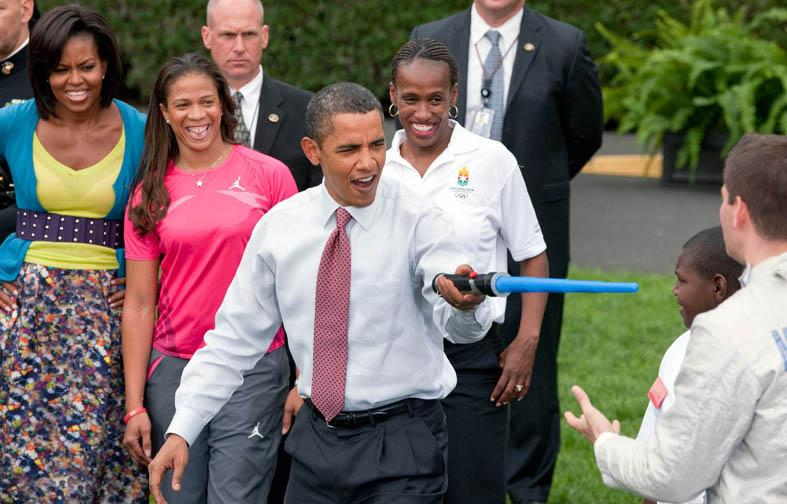
Jackie Joyner-Kersee en 2009 aux côtés de Barack Obama.

En 1986, Jackie Joyner épousait son entraîneur Bob Kersee. Son frère Al Joyner a été champion olympique du triple saut et a épousé une autre championne olympique Florence Griffith-Joyner.
En 1998, Joyner-Kersee a créé la Jackie Joyner-Kersee Foundation qui permet d'améliorer les conditions de vie des jeunes, des adultes et des familles dans le besoin avec une attention spéciale pour ceux de East St. Louis. En 2007, Jackie Joyner-Kersee avec Andre Agassi, Mohamed Ali, Lance Armstrong, Warrick Dunn, Mia Hamm, Jeff Gordon, Tony Hawk, Andrea Jaeger, Mario Lemieux, Alonzo Mourning et Cal Ripken, Jr. fondaient Athletes for Hope, une association caritative qui aide les athlètes professionnels à s'impliquer dans des causes charitables et propose aux amateurs de se porter volontaires et d'aider la communauté.

### Distinctions
En avril 2001, elle était élue meilleure athlète féminine des 25 dernières années. 
Le magazine américain Sports Illustrated for Women la désigne[Quand ?] comme la plus grande athlète féminine du XXe siècle, juste devant une autre icône qui fut son modèle, Babe Didrikson Zaharias.
En mars 2012, elle fait partie de la première sélection de douze athlètes admis au Temple de la renommée de l'IAAF.

## Palmarès
| Date | Compétition           | Lieu              | Résultat | Épreuve          |
| ---- | --------------------- | ----------------- | -------- | ---------------- |
| 1984 | Jeux olympiques       | Los Angeles       | 5e       | Saut en longueur |
| 1984 | Jeux olympiques       | Los Angeles       | 2e       | Heptathlon       |
| 1986 | Goodwill Games        | Moscou            | 1re      | Heptathlon       |
| 1987 | Jeux panaméricains    | Indianapolis      | 1re      | Saut en longueur |
| 1987 | Championnats du monde | Rome              | 1re      | Saut en longueur |
| 1987 | Championnats du monde | Rome              | 1re      | Heptathlon       |
| 1987 | Finale du Grand Prix  | Bruxelles         | 1re      | Saut en longueur |
| 1988 | Jeux olympiques       | Séoul             | 1re      | Saut en longueur |
| 1988 | Jeux olympiques       | Séoul             | 1re      | Heptathlon       |
| 1990 | Goodwill Games        | Seattle           | 1re      | Heptathlon       |
| 1991 | Championnats du monde | Tokyo             | 1re      | Saut en longueur |
| 1992 | Jeux olympiques       | Barcelone         | 3e       | Saut en longueur |
| 1992 | Jeux olympiques       | Barcelone         | 1re      | Heptathlon       |
| 1992 | Finale du Grand Prix  | Turin             | 2e       | Saut en longueur |
| 1993 | Championnats du monde | Stuttgart         | 1re      | Heptathlon       |
| 1994 | Goodwill Games        | Saint-Pétersbourg | 1re      | Heptathlon       |
| 1994 | Finale du Grand Prix  | Paris             | 1re      | Saut en longueur |
| 1995 | Championnats du monde | Göteborg          | 6e       | Saut en longueur |
| 1996 | Jeux olympiques       | Atlanta           | 3e       | Saut en longueur |
| 1997 | Championnats du monde | Athènes           | 5e       | Saut en longueur |
| 1998 | Goodwill Games        | Uniondale         | 1re      | Heptathlon       |

## Records

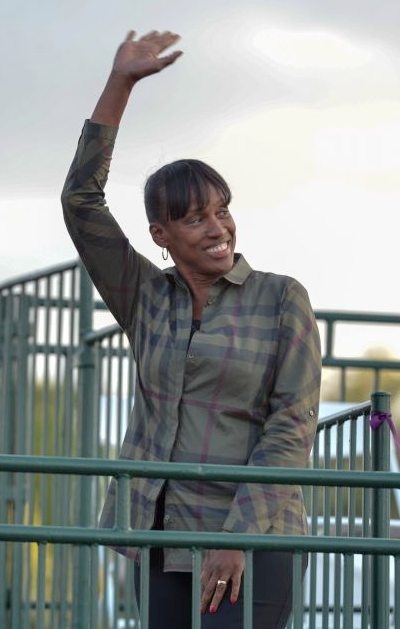
Jackie Joyner-Kersee en 2014.

Elle a été la première athlète à obtenir plus de 7 000 points à l'heptathlon, pendant les Goodwill Games en 1986. Ses 7291 points obtenus en 1988 constituent toujours le record du monde. Elle détient les six meilleures performances mondiales de tous les temps de l'heptathlon.

### Records personnels
| Épreuve                           | Performance     | Lieu         | Date              |
| --------------------------------- | --------------- | ------------ | ----------------- |
| 200 m                             | 22 s 30         | Indianapolis | 15 juillet 1988   |
| 400 m                             | 53 s 60         | Rieti        | 2 septembre 1984  |
| 800 m                             | 2 min 08 s 51   | Séoul        | 24 septembre 1988 |
| 100 m haies                       | 12 s 61         | San José     | 28 mai 1988       |
| 400 m haies                       | 55 s 05         | Bruxelles    | 30 août 1985      |
| Saut en hauteur                   | 1,93 m          | Los Angeles  | 16 juin 1984      |
| Saut en longueur                  | 7,49 m (AR, NR) | New York     | 22 mai 1994       |
| Lancer du poids                   | 16,00 m         | Rome         | 31 août 1987      |
| Lancer du javelot (ancien modèle) | 50,12 m         | Houston      | 2 août 1986       |
| Lancer du javelot                 | 43,33 m         | New York     | 22 juillet 1998   |
| Heptathlon                        | 7 291 m (WR)    | Séoul        | 24 septembre 1988 |

### Performances lors du record du monde de l'heptathlon
| Épreuves          | Performance  | Vent     | Cumul des points |
| ----------------- | ------------ | -------- | ---------------- |
| 100 mètres haies  | 12 s 69      | +0,5 m/s | 1172             |
| Saut en hauteur   | 1,86 m       |          | 1054             |
| Lancer du poids   | 15,80 m      |          | 915              |
| 200 m             | 22 s 56      | +1,6 m/s | 1123             |
| Saut en longueur  | 7,27 m       | +0,7 m/s | 1264             |
| Lancer du javelot | 45,66 m      |          | 776              |
| 800 mètres        | 2 min 8 s 51 |          | 987              |
| Total             |              |          | 7 291 pts        |